# ローレンス・フォスター
ローレンス・フォスター（Lawrence Foster,1941年10月23日 - ）は、アメリカ合衆国の指揮者。

## 経歴
1941年、カリフォルニア州ロサンゼルスでルーマニア系の両親の元に生まれる。ズービン・メータの下でロサンジェルス・フィルハーモニックの副指揮者として研鑽を積んだ後タングルウッド音楽センターで学び、1966年にクーセヴィツキー賞を受賞する。以後NHK交響楽団を始め、モンテカルロ・フィルハーモニー管弦楽団やフランクフルト放送交響楽団、北ドイツ放送交響楽団など様々なオーケストラの指揮者を務めている。

## 備考
| 先代 ガリー・ベルティーニ       | エルサレム交響楽団音楽監督 1988-1992                         | 次代 デイヴィッド・シャローン     |
| 先代 ミルティアデス・カリディス | デュースブルク・フィルハーモニー管弦楽団首席指揮者 1982-1989 | 次代 アレクサンドル・ラザレフ     |
| 先代 ロヴロ・フォン・マタチッチ | モンテカルロ・フィルハーモニー管弦楽団音楽監督 1980-1990     | 次代 ジャンルイジ・ジェルメッティ |
| 先代 アルミン・ジョルダン       | ローザンヌ室内管弦楽団首席指揮者 1985–1990                   | 次代 ヘスス・ロペス＝コボス       |
| 先代 Antonio García Navarro     | カタルーニャ・バルセロナ国立交響楽団音楽監督 1987–2001       | 次代 Ernest Martínez Izquierdo    |
| 先代 ムハイ・タン               | グルベンキアン管弦楽団音楽監督 2002-                         | 次代                              |